# Liste der Monuments historiques in Évigny
Die Liste der Monuments historiques in Évigny führt die Monuments historiques in der französischen Gemeinde Évigny auf.

## Liste der Immobilien
| Bezeichnung     | Beschreibung            | Standort               | Kennzeichnung | Schutzstatus | Datum | Bild           |
| --------------- | ----------------------- | ---------------------- | ------------- | ------------ | ----- | -------------- |
| Kirche St-Denis | aus dem 16. Jahrhundert | Rue de l’Église (Lage) | PA00078435    | Inscrit      | 1980  | weitere Bilder |